# Droga wojewódzka nr 849
Droga wojewódzka nr 849 (DW849) – droga wojewódzka klasy G i Z łącząca Zamość z Krasnobrodem, Józefowem i Tarnogrodem. Znajduje się ona w południowej części województwa lubelskiego. Biegnąc z północy na południe przebiega przez powiat zamojski i powiat biłgorajski. Jej długość wynosi ok. 50 km.

## Klasa drogi
Od Józefowa do skrzyżowania z drogą krajową nr 17 międzynarodowa E372  w Zamościu, tenże szlak komunikacyjny jest strategiczną drogą wojewódzką klasy G, przebiegającą przez tereny Roztocza. Odgrywa on bardzo ważną rolę w kontekście ruchu turystycznego. Na odcinku od Józefowa do Woli Obszańskiej, droga reprezentuje klasę Z i stanowi trasę o zwykłym ruchu lokalnym.

## Miejscowości leżące przy trasie DW849
- Zamość (DK17)
- Żdanów
- Żdanówek
- Lipsko
- Lipsko - Polesie
- Szewnia Górna
- Jacnia
- Kaczórki
- Malewszczyzna
- Józefów Roztoczański
- Józefów (DW853)
- Osuchy
- Łukowa
- Babice
- Wola Obszańska (DW863)